# Очиток іспанський
{{#ifeq:0|0|{{#if:Sedum hispanicum|{{#if:|[[]}}|[[]]}}}}
Очиток іспанський (Sedum hispanicum) — вид квіткових рослин з родини товстолистових (Crassulaceae).

## Біоморфологічна характеристика
Це однорічна чи дворічна чи багаторічна трав'яна рослина 5–15 см заввишки, проста чи сильно розгалужена, прямовисна чи висхідна; іноді присутні безплідні паростки. Листки лінійні, ± плоскі, 4–20 мм завдовжки й 2–3 мм завширшки, залозисто-волосисті, зелені чи сизі. Суцвіття від нещільних до щільних, 2-4-розгалужені, кожна гілка з 1-8 квітками. Квітки 5–9-членні. Чашолистки ≈ 2 мм, гострі, залозисто-запушені. Віночок 4–5 мм, білий, з рожевими рисочками; чашолистків та пелюсток по 6. Тичинок 10 чи 12, пиляки пурпурні. Плоди залозисто-запушені чи голі. 2n=40.

## Поширення
Поширення: Албанія, Австрія, Болгарія, Греція, країни Перської затоки, Угорщина, Іран, Ірак, Італія, Крит, Ліван-Сирія, Оман, Палестина, Румунія, Саудівська Аравія, Швейцарія, Південний Кавказ, Туреччина, Туреччина в Європі, Туркменістан, Україна, Ємен, Боснія і Герцеговина, Хорватія, Чорногорія, Македонія, Сербія, Словенія.
В Україні вид росте на кам'янистих місцях, скелях, осипах — у гірському Криму, досить звичайний.